# Asociación Psicoanalítica Alemana
La Asociación Psicoanalítica Alemana ("Deutsche Psychoanalytische Gesellschaft" (DPG) e. V.) se dedica a la formación y a la investigación en el psicoanálisis fundado por Sigmund Freud. 
Fue fundada en 1910 y tiene su asiento en Berlín. 
La DPG es una asociación científica especializada. Sus miembros son psicoanalistas que han aprobado una formación aprobada por ella. Se dedica a la conservación, al desarrollo y a la divulgación del psicoanálisis en la investigación, la docencia, la terapia, la prevención y otros campos.
La DPG realiza eventos anuales abiertos sobre temas especializados, así como eventos internos como reuniones de trabajo, seminarios y conferencias. A partir de 2001 es "provisional society of council" de la Asociación Psicoanalítica Internacional (IPV).

## Presidentes de la DPG
| - 1910 - 1925 Karl Abraham - 1925 - 1930 Ernst Simmel - 1930 - 1933 Max Eitingon - 1933 - 1938 Felix Boehm, Carl Müller-Braunschweig, Werner Kemper ab 1935 - 1946 - 1950 Carl Müller-Braunschweig - 1950 - 1958 Felix Boehm - 1958 - 1970 Werner Schwidder - 1971 - 1975 Annemarie Dührssen - 1975 - 1981 Wolfgang Zander - 1981 - 1987 Friedrich Beese - 1987 - 1995 Michael Ermann - 1995 - 2001 Jürgen Körner - seit 2001 Franz Wellendorf |

## Institutos de Formación de la DPG
- Institut für Psychoanalyse und Psychotherapie Siegen-Wittgenstein
- Institut für Psychoanalyse, Psychotherapie und Psychosomatik Berlin, Weiterbildungsstätte der DPG
- Psychoanalytisches Institut Berlin (PaIB)/Fachrichtung Psychoanalyse am Institut für Psychotherapie Berlin (IfP)
- DPG-Institut am BIPP (Berlín)
- Institut für Psychoanalyse und Psychotherapie Ostwestfalen
- Institut für Psychoanalyse Frankfurt am Main
- Institut für Psychoanalyse und Psychotherapie Freiburg
- Lou Andreas-Salomé Institut für Psychoanalyse und Psychotherapie Göttingen
- Institut für Psychoanalyse und Psychotherapie Hamburg
- Lehrinstitut für Psychoanalyse und Psychotherapie Hannover
- Institut für Psychoanalyse Heidelberg
- Institut für Psychoanalyse und Psychotherapie Kassel
- Institut für Psychoanalyse und Psychotherapie Magdeburg e.V.
- Institut für Psychoanalyse Nürnberg
- Saarländisches Institut für Psychoanalyse und Psychotherapie
- Institut für Psychoanalyse Stuttgart